# Glande de Brunner

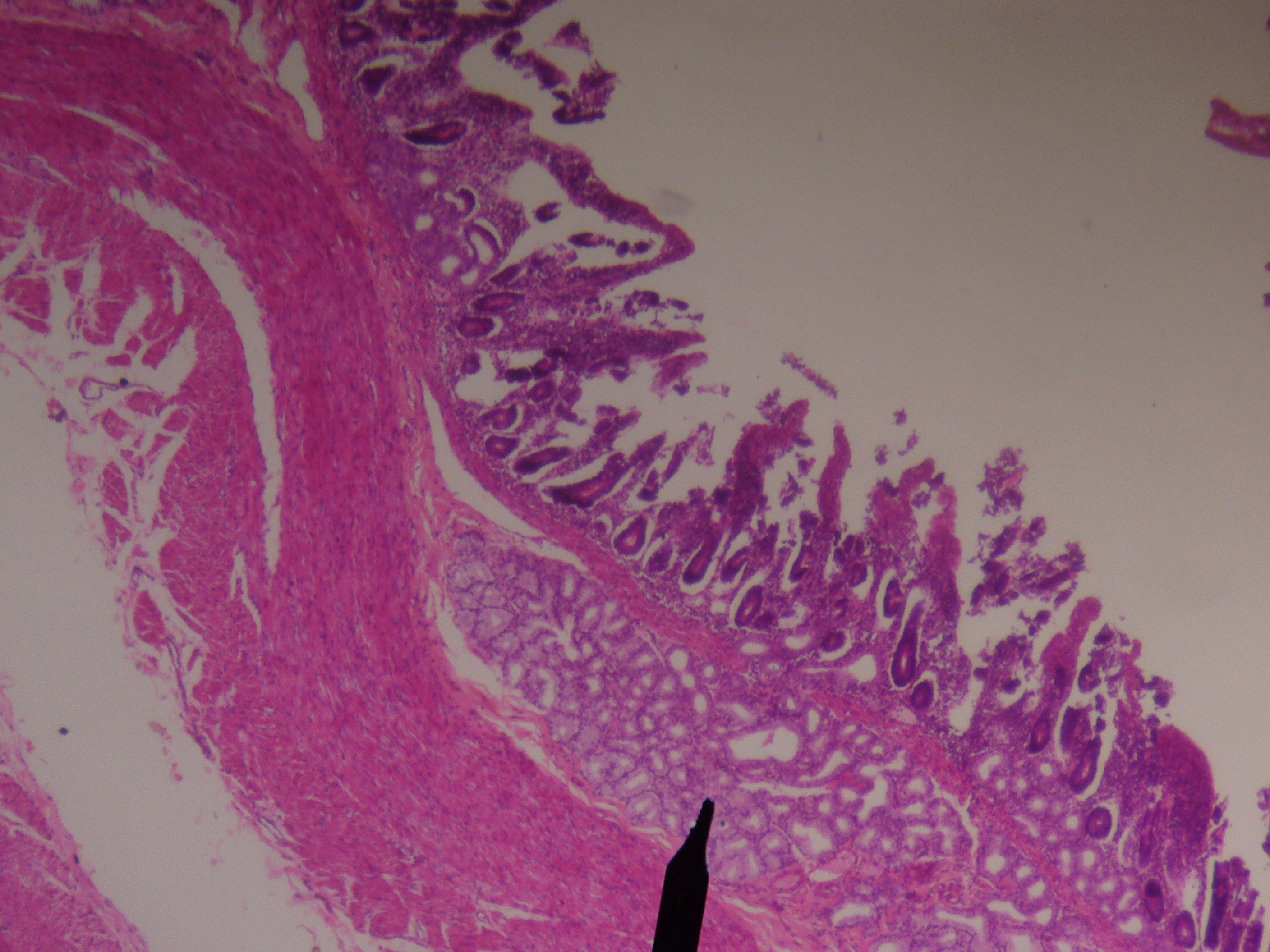
Glande de Brunner humaine

Les glandes de Brunner occupent la sous-muqueuse conjonctivo-vasculaire du premier segment duodénal (D1). 
Ces glandes sécrètent de la mucoïde alcaline qui joue un rôle dans la neutralisation du suc gastrique tout comme le font les bicarbonates du suc pancréatique. Elles ont une forme tubulo-alvéolaire composée.
De l’EGF, un puissant facteur de croissance, est aussi sécrété par ces glandes. Il agit surtout sur les mécanismes de réparation lors des agressions de la muqueuse.